# Brenda Spaziani
Brenda Spaziani (Frosinone, 2 gennaio 1984) è un'ex tuffatrice italiana.

## Biografia
Atleta delle Fiamme Azzurre/AEK Roma, ha ottenuto il suo miglior risultato agli Europei di Madrid 2004, vincendo il bronzo dalla piattaforma nei tuffi sincronizzati con la bolzanina Valentina Marocchi. Agli Europei di Budapest 2006 ha ottenuto un 4º posto nella finale del sincro dalla piattaforma, ancora in coppia con la Marocchi.
Dopo aver partecipato ai mondiali di Roma 2009, ha rappresentato la Italia ai Giochi olimpici estivi di Londra 2012 disputando la gara dalla piattaforma 10 metri e piazzandosi al 23º posto. Si è ritirata all'inizio del 2016, dopo prestazioni deludenti nelle qualificazioni per i mondiali di Kazan 2015 e per le Olimpiadi di Rio de Janeiro 2016.
È sposata con Ray Petronio, pallanuotista della Pallanuoto Trieste, e ha due figli: Laerte e Rodolfo.